# Mainstream Records
Mainstream Records — американский лейбл звукозаписи, основанный в 1964 году Бобом Шадом и базировавшийся в Нью-Йорке, на Бродвее. Первое время лейбл специализировался на джазовых релизах, а также перевыпусках Commodore Records и Time Records. В 1967 году на лейбле вышел первый альбом рок-группы Big Brother & the Holding Company; здесь же выходили первые пластинки The Amboy Dukes, гитарист которой Тед Ньюджент приобрёл известность в 1970-х годах. Mainstream выполнял также функцию дистрибьютора для своего филиала Flying Dutchman Records. Лейбл продолжал выпускать саундтреки и работы современных джазовых исполнителей в 1970-х годах; в 1978 году он прекратил своё существование.
После смерти Боба Шада в 1985 году его дочь Тамара Шад лицензировала бэк-каталог для перевыпусков. В 1991 году лейбл был возрождён, занялся перевыпуском старого материала на CD, а два года спустя перешёл в собственность Legacy Records.
На Mainstream также записывались:
- Ron Frangipane & His Orchestra (Rated X for Excitement, The Music of Laura Nyro)
- Ernie Wilkins & His Orchestra (Hard Mother Blues)
- Sonny Terry & Brownie McGhee (Hometown Blues)
- Carmen McRae (Carmen McRae, Gold, In Person, Live and Doin' It)
- Charles Williams (Charles Williams, Trees, Grass and Things, Stickball)
- Roy Haynes (Hip Ensemble, Senyah)
- Harold Land (A New Shade of Blue, Choma (Burn), Damisi)
- Blue Mitchell (Blue Mitchell, Vital Blue, Blues' Blues, The Last Tango=Blues, Graffiti Blues, Many Shades of Blue)
- Maynard Ferguson (Screamin' Blues, Dues, Six by Six)
- Dave Hubbard (Dave Hubbard)
- Hadley Caliman (Hadley Caliman, Iapetus)
- Morgana King (A Taste of Honey, Cuore di Mama)
- Сонни Htl/Sonny Red (Sonny Red)
- Dizzy Gillespie & The Mitchell Ruff Duo — In Concert
- Lightning Hopkins (Dirty Blues)
- LaMont Johnson (Sun, Moon and Stars)
- Charles McPherson (Charles McPherson, Siku Ya Bibi (Day of the Lady), Today’s Man)
- Art Farmer (Homecoming)
- Curtis Fuller (Crankin')
- Michael Longo (Matrix)
- Hal Galper (The Guerilla Band, Wild Bird, Inner Journey)
- Sarah Vaughan (A Time in My Life, Conducted by Michel Legrand, Feelin' Good, Live in Japan, Sarah Vaughan & The Jimmy Rowles Quintet, Send in the Clowns)
- Фрэнк Фостер (The Loud Minority)
- Mike Longo (The Awakening)
- Zoot Sims (Otra Vez)
- Arbee Stidham (A Time for Blues)
- Пит Йеллин (Dance of Allegra, It’s the Right Thing)
- Shelley Manne (Mannekind)
- Paul Jeffrey (Family, Paul Jeffrey)
- Jeannie Lewis (Looking Back to Tomorrow)